# Sergey Korepanov
Sergey Arsentyevich Korepanov (en russe : Серге́й Арсентьевич Корепанов ; né le 9 mai 1964 à Ijevsk) est un athlète kazakh spécialiste de la marche athlétique. Il détient le record d'Asie du 5 000 m marche en salle en 19 min 14 s 00, et le record du Kazakhstan du 50 km marche en 3 h 39 min 22 s, anciennement un record d'Asie.

## Biographie

### Palmarès
| Date | Compétition              | Lieu          | Résultat | Épreuve      | Performance        |
| ---- | ------------------------ | ------------- | -------- | ------------ | ------------------ |
| 1993 | Championnats d'Asie      | Manille       | 3e       | 20 km marche | 1 h 29 min 06 s 36 |
| 1993 | Championnats du monde    | Stuttgart     | 10e      | 50 km marche | 3 h 52 min 50 s    |
| 1994 | Jeux asiatiques          | Hiroshima     | 1er      | 50 km marche | 3 h 54 min 37 s    |
| 1995 | Championnats du monde    | Göteborg      | 9e       | 50 km marche | 3 h 51 min 55 s    |
| 1996 | Jeux olympiques d'été    | Atlanta       | 8e       | 50 km marche | 3 h 48 min 42 s    |
| 1997 | Championnats du monde    | Athènes       | 12e      | 50 km marche | 3 h 56 min 19 s    |
| 1998 | Jeux asiatiques          | Bangkok       | 2e       | 50 km marche | 3 h 59 min 27 s    |
| 1999 | Coupe du monde de marche | Mézidon-Canon | 1er      | 50 km marche | 3 h 39 min 22 s    |
| 2000 | Jeux olympiques d'été    | Sydney        | 15e      | 50 km marche | 3 h 53 min 30 s    |
| 2001 | Jeux de l'Asie de l'Est  | Osaka         | 3e       | 50 km marche | 1 h 24 min 41      |
| 2001 | Championnats du monde    | Edmonton      | 20e      | 50 km marche | 3 h 59 min 57 s    |
| 2003 | Championnats du monde    | Paris         | 9e       | 50 km marche | 3 h 47 min 42 s    |
| 2004 | Jeux olympiques d'été    | Athènes       | 20e      | 50 km marche | 3 h 59 min 33 s    |
| 2005 | Championnats du monde    | Helsinki      | 19e      | 50 km marche | 4 h 06 min 23 s    |

### Records
| Épreuve      | Performance     | Lieu          | Date            |
| ------------ | --------------- | ------------- | --------------- |
| 20 km marche | 1 h 20 min 34 s | Adler         | 11 février 1995 |
| 50 km marche | 3 h 39 min 22 s | Mézidon-Canon | 2 mai 1999      |